# Buse Melis Kara
Buse Melis Kara (30 de agosto de 1998) es una jugadora profesional de voleibol turco, juega de posición líbero.

## Palmarés

### Clubes
Supercopa de Turquía:
- 2019[2]

Campeonato Mundial de Clubes:
- 2019

### Selección nacional
Festival Olímpico de la Juventud Europea:
- 2015